# Lieuche
Lieuche est une commune française située dans le département des Alpes-Maritimes, en région Provence-Alpes-Côte d'Azur.
Ses habitants sont appelés les Lieuchois.

## Géographie

### Localisation
Commune située à 7 km de Rigaud, 11 km de Touët-sur-Var et 67 km de Nice.

### Géologie et relief

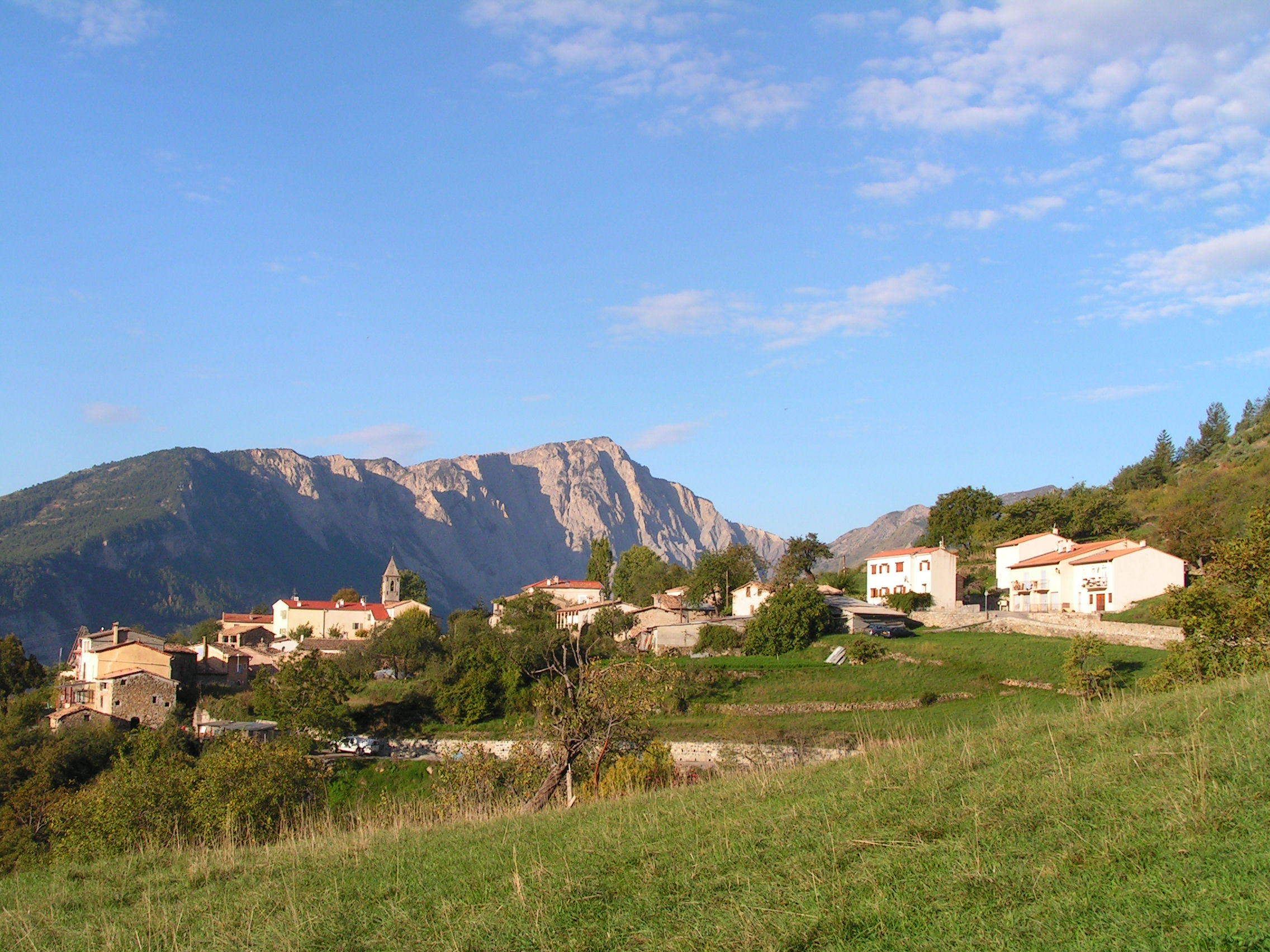
Le village avec le Serre de l’Aiguille en arrière-plan.

Commune située en rive gauche du Cians, au bord d’un précipice vertigineux.
La commune se compose de 40,53 hectares de territoires artificialisés (5,73 %), 484,85 hectares de territoires agricoles (68,58 %) et 181,78 hectares de forêts et milieux semi-naturels (25,71 %).
Espaces naturels :
- Un espace protégé Natura 2000 :

Site FR9301556 « Massif du Lauvet d'Ilonse et des Quatre Cantons - Dome de Barrot - Gorges du Cians.
- Quatre zones naturelles d'intérêt écologique, faunistique et floristique (Znieff) :

Lauvet d'Ilonse - Tête de Pérail,
Forêt de Duina - Mont Fracha,
Gorges du Cians,
Pointe des quatre cantons.

### Sismicité
Commune située dans une zone de sismicité moyenne.

### Hydrographie et les eaux souterraines
Cours d'eau traversant la commune :
- Ruisseaux de Thiery, de l'Arsilane[9].
- Le Cians qui passe à proximité[10]

### Climat
Pour des articles plus généraux, voir Climat de Provence-Alpes-Côte d'Azur et Climat des Alpes-Maritimes.
En 2010, le climat de la commune est de type climat méditerranéen altéré, selon une étude du Centre national de la recherche scientifique s'appuyant sur une série de données couvrant la période 1971-2000. En 2020, Météo-France publie une typologie des climats de la France métropolitaine dans laquelle la commune est exposée à un climat de montagne ou de marges de montagne et est dans la région climatique  Var, Alpes-Maritimes, caractérisée par une pluviométrie abondante en automne et en hiver (250 à 300 mm en automne), un très bon ensoleillement en été (fraction d’insolation > 75 %), un hiver doux (8 °C) et peu de brouillards. 
Pour la période 1971-2000, la température annuelle moyenne est de 11,1 °C, avec une amplitude thermique annuelle de 16,5 °C. Le cumul annuel moyen de précipitations est de 1 022 mm, avec 6 jours de précipitations en janvier et 5,4 jours en juillet. Pour la période 1991-2020, la température moyenne annuelle observée sur la station météorologique de Météo-France la plus proche, « Ascros », sur la commune d'Ascros à 8 km à vol d'oiseau, est de 10,8 °C et le cumul annuel moyen de précipitations est de 930,1 mm. 
La température maximale relevée sur cette station est de 34,4 °C, atteinte le 18 juillet 2023 ; la température minimale est de −10,7 °C, atteinte le 28 février 2018,,. 
Les paramètres climatiques de la commune ont été estimés pour le milieu du siècle (2041-2070) selon différents scénarios d'émission de gaz à effet de serre à partir des nouvelles projections climatiques de référence DRIAS-2020. Ils sont consultables sur un site dédié publié par Météo-France en novembre 2022.

### Voies de communications et transports

#### Voies routières
- Itinéraire par la route nationale 202 en passant par Touët sur Var : Départementales D6202 > Le Pont du Cians > D28 > Varlonge >D128[18].

#### Transports en commun
- Transport en Provence-Alpes-Côte d'Azur

Le chemin de fer dessert Touët en 1888, par la ligne Nice - Digne des Chemins de fer de Provence (plus connue sous le nom du « Train des Pignes »).
- Gare du train des Pignes[21].

## Urbanisme

### Typologie
Au 1er janvier 2024, Lieuche est catégorisée commune rurale à habitat très dispersé, selon la nouvelle grille communale de densité à 7 niveaux définie par l'Insee en 2022.
Elle est située hors unité urbaine. Par ailleurs la commune fait partie de l'aire d'attraction de Nice, dont elle est une commune de la couronne,. Cette aire, qui regroupe 100 communes, est catégorisée dans les aires de 200 000 à moins de 700 000 habitants,.

### Occupation des sols
L'occupation des sols de la commune, telle qu'elle ressort de la base de données européenne d’occupation biophysique des sols Corine Land Cover (CLC), est marquée par l'importance des forêts et milieux semi-naturels (100 % en 2018), une proportion identique à celle de 1990 (100 %). La répartition détaillée en 2018 est la suivante : 
forêts (59,7 %), milieux à végétation arbustive et/ou herbacée (33,3 %), espaces ouverts, sans ou avec peu de végétation (7 %).
L'évolution de l’occupation des sols de la commune et de ses infrastructures peut être observée sur les différentes représentations cartographiques du territoire : la carte de Cassini (XVIIIe siècle), la carte d'état-major (1820-1866) et les cartes ou photos aériennes de l'IGN pour la période actuelle (1950 à aujourd'hui).

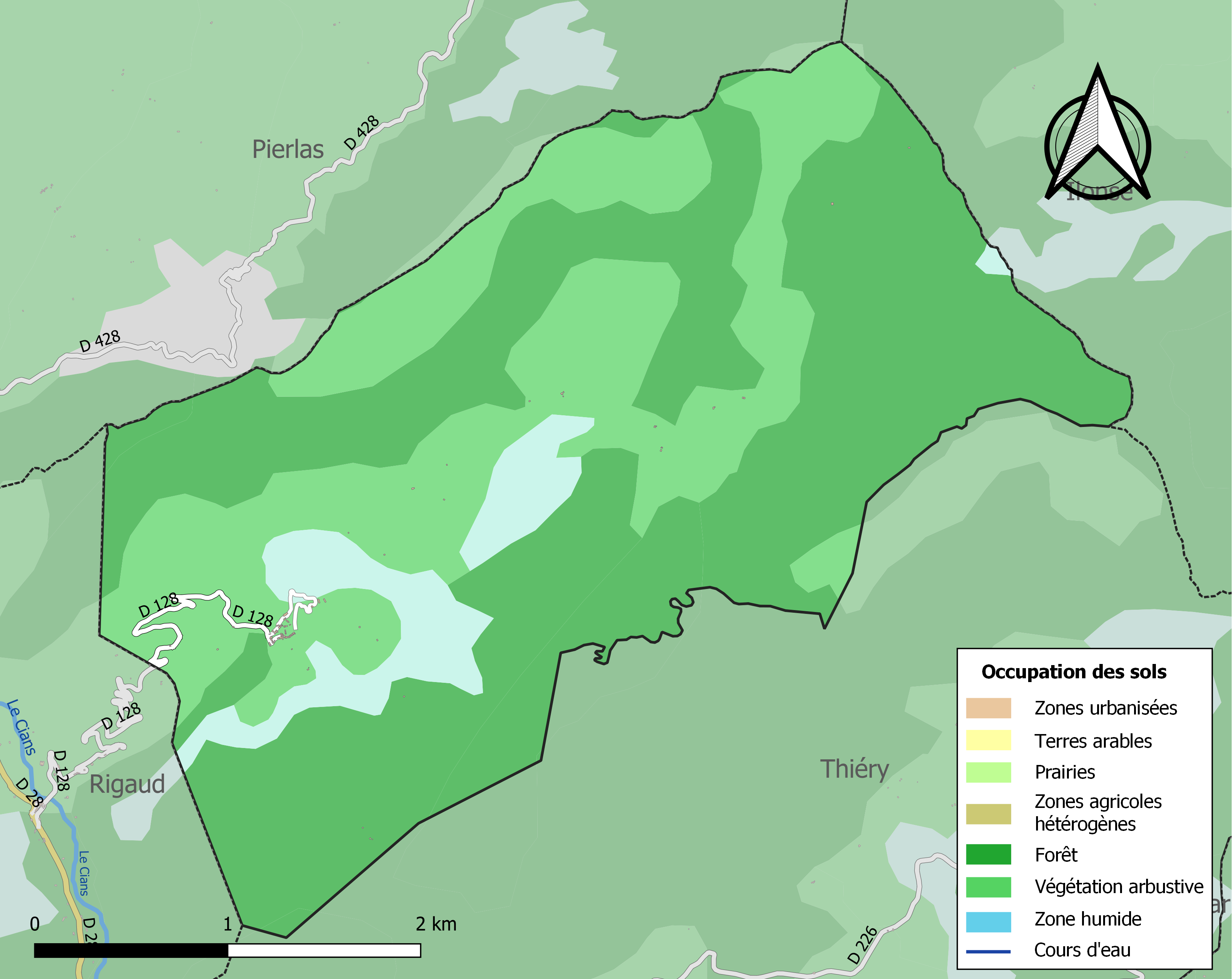
Carte de l'occupation des sols de la commune en 2018 (CLC).

## Économie

### Entreprises et commerces

#### Tourisme
- Gîtes.
- Restaurant[27],[28].
- Camping à Touët-sur-Var.

#### Commerces
- Commerces de proximité à Rigaud, Puget-Théniers, Touët-sur-Var[29].

## Histoire
Un habitat fortifié dénommé Lieuche est connu durant la première moitié du XIIIe siècle. Il comprend un château, un village et une église mentionnée en 1351.
Fief des Faucon de Glandèves puis des Grimaldi de Beuil jusqu’en 1621, Lieuche passe successivement aux della Villana, aux Claretti et aux Sappia de Rossi.

### Les Lieuchois
Les habitants de Lieuche se nomment les Lieuchois, mais sont surnommés « les avocats ». Pourquoi « les avocats » ? Parce que dans le temps, ils aimaient plaider et ils faisaient de nombreux procès à leurs voisins.

## Politique et administration
| Période   | Période   | Identité                   | Étiquette     | Qualité                       |
| --------- | --------- | -------------------------- | ------------- | ----------------------------- |
| 1962 1971 | 1971 1989 | Marius Ribuot Renée Boétti | - DVD         |                               |
| 1989      | En cours  | Denise Leiboff             | LMR-Résistons | Cadre de la fonction publique |

Depuis le 1er janvier 2014, Lieuche fait partie de la communauté de communes des Alpes d'Azur. Elle était auparavant membre de la communauté de communes des vallées d'Azur, jusqu'à la disparition de celle-ci lors de la mise en place du nouveau schéma départemental de coopération intercommunale.

### Budget et fiscalité 2023

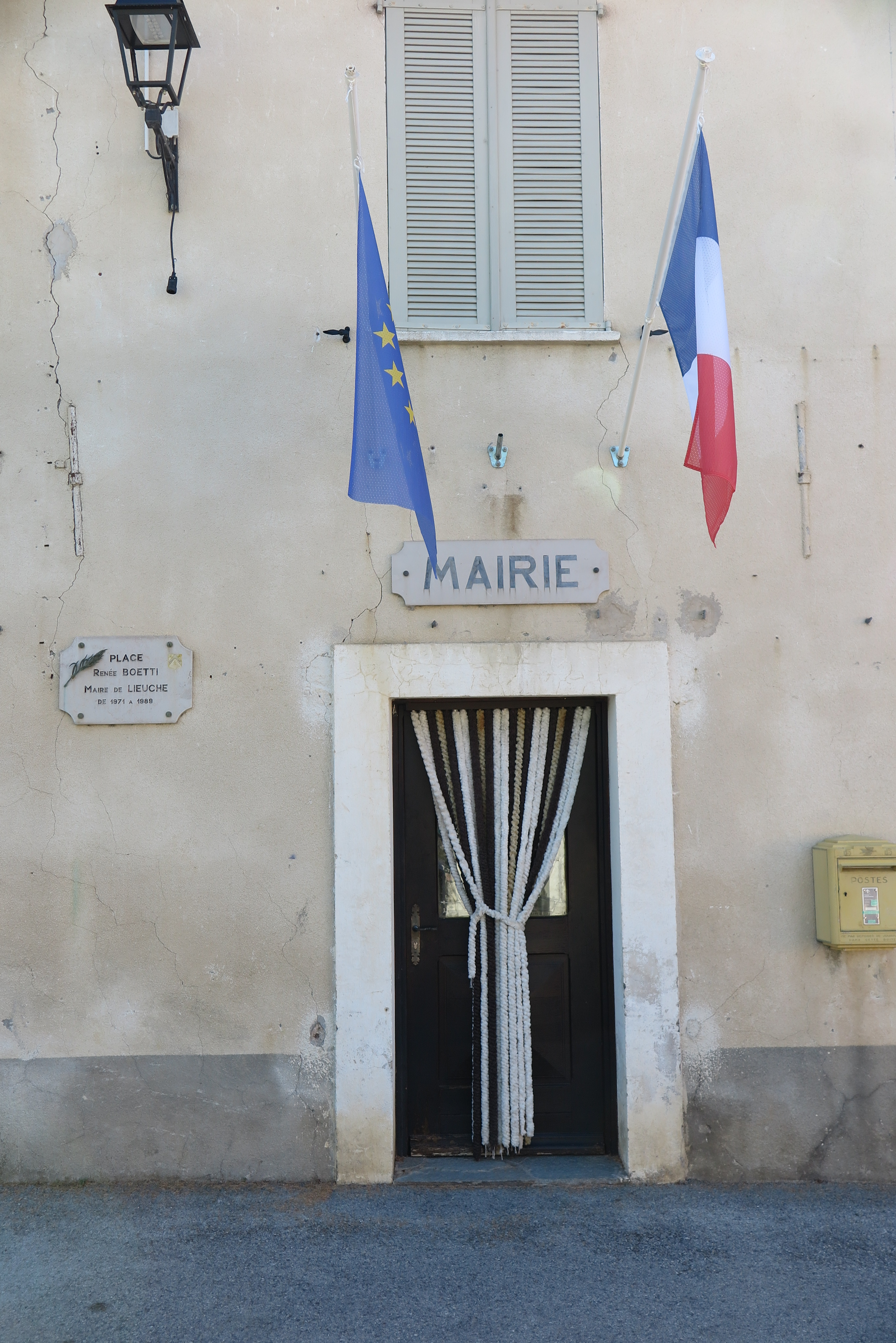
Mairie de Lieuche.

En 2023, le budget de la commune était constitué ainsi :
- total des produits de fonctionnement : 172 000 €, soit 3 575 € par habitant ;
- total des charges de fonctionnement : 121 000 €, soit 2 530 € par habitant ;
- total des ressources d'investissement : 98 000 €, soit 2 038 € par habitant ;
- total des emplois d'investissement : 33 000 €, soit 682 € par habitant ;
- endettement : 56 000 €, soit 1 158 € par habitant.

Avec les taux de fiscalité suivants :
- taxe d'habitation : 12,09 % ;
- taxe foncière sur les propriétés bâties : 19,02 % ;
- taxe foncière sur les propriétés non bâties : 18,58 % ;
- taxe additionnelle à la taxe foncière sur les propriétés non bâties : 0,00 % ;
- cotisation foncière des entreprises : 0,00 %.

Chiffres clés Revenus et pauvreté des ménages en 2021 : médiane en 2021 du revenu disponible, par unité de consommation.

## Population et société

### Démographie

#### Évolution démographique
L'évolution du nombre d'habitants est connue à travers les recensements de la population effectués dans la commune depuis 1793. Pour les communes de moins de 10 000 habitants, une enquête de recensement portant sur toute la population est réalisée tous les cinq ans, les populations de référence des années intermédiaires étant quant à elles estimées par interpolation ou extrapolation. Pour la commune, le premier recensement exhaustif entrant dans le cadre du nouveau dispositif a été réalisé en 2006.

En 2022, la commune comptait 51 habitants, en évolution de +13,33 % par rapport à 2016 (Alpes-Maritimes : +2,85 %, France hors Mayotte : +2,11 %).
| 1793 | 1800 | 1806 | 1822 | 1838 | 1848 | 1858 | 1861 | 1866 |
| ---- | ---- | ---- | ---- | ---- | ---- | ---- | ---- | ---- |
| 131  | 122  | 146  | 165  | 157  | 154  | 153  | 158  | 151  |

| 1872 | 1876 | 1881 | 1886 | 1891 | 1896 | 1901 | 1906 | 1911 |
| ---- | ---- | ---- | ---- | ---- | ---- | ---- | ---- | ---- |
| 135  | 114  | 116  | 110  | 99   | 107  | 80   | 77   | 76   |

| 1921 | 1926 | 1931 | 1936 | 1946 | 1954 | 1962 | 1968 | 1975 |
| ---- | ---- | ---- | ---- | ---- | ---- | ---- | ---- | ---- |
| 62   | 57   | 43   | 44   | 28   | 39   | 22   | 15   | 17   |

| 1982 | 1990 | 1999 | 2006 | 2011 | 2016 | 2021 | 2022 | - |
| ---- | ---- | ---- | ---- | ---- | ---- | ---- | ---- | - |
| 23   | 27   | 45   | 44   | 40   | 45   | 50   | 51   | - |

### Enseignement
Établissements d'enseignements :
- Écoles maternelles et primaires à Touët-sur-Var, Villars-sur-Var,
- Collège à Saint-Sauveur-sur-Tinée,
- Lycée à Valdeblore.

### Santé
Professionnels et établissements de santé :
- Médecins à Villars-sur-Var, Puget-Théniers,
- Pharmacies à Péone, Guillaumes, Entrevaux,
- Hôpitaux à Villars-sur-Var, Puget-Théniers.

### Cultes
- Culte catholique, Paroisse Notre-Dame du Var[44], Diocèse de Nice.

## Culture locale et patrimoine

### Lieux et monuments

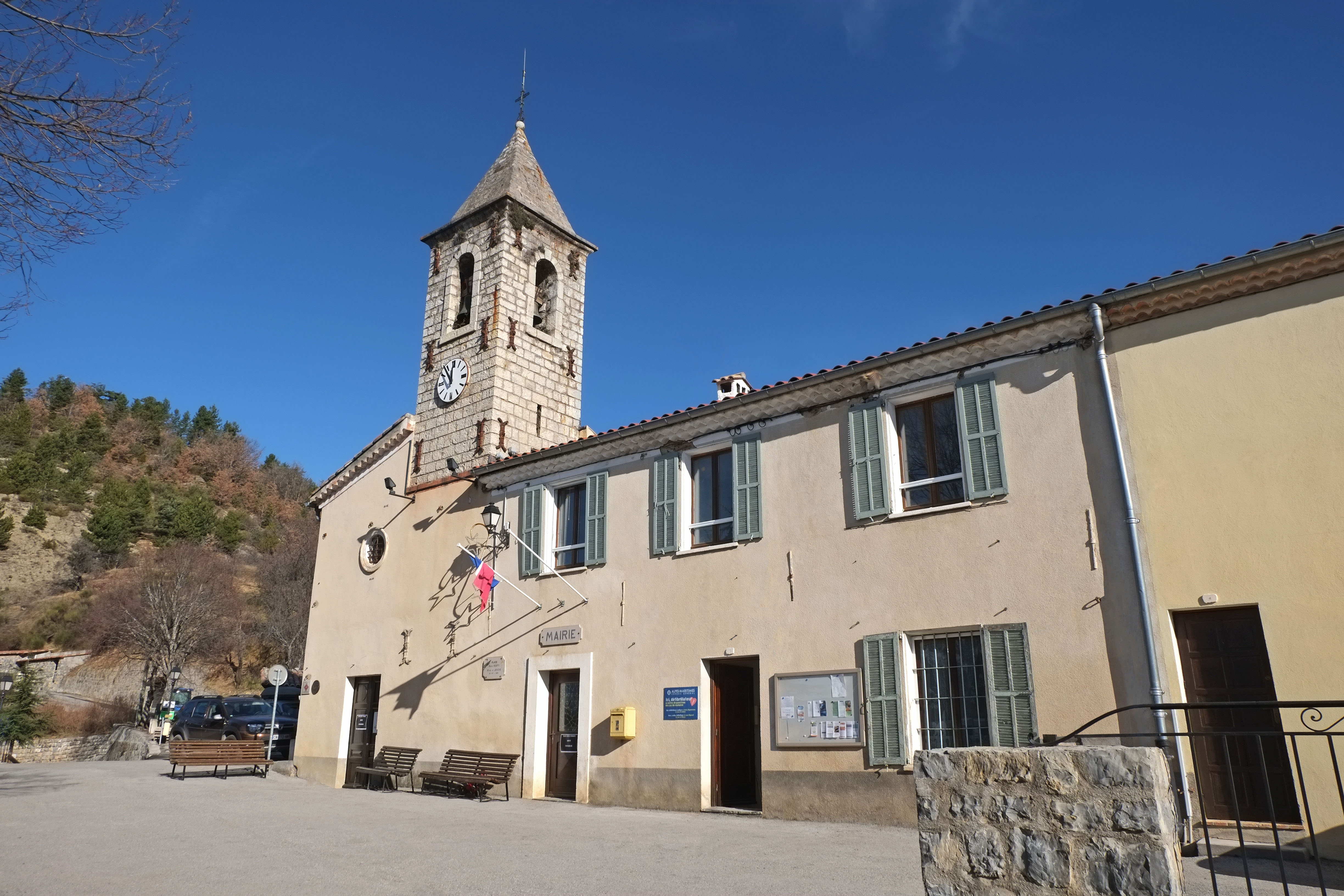
L'église et la mairie.
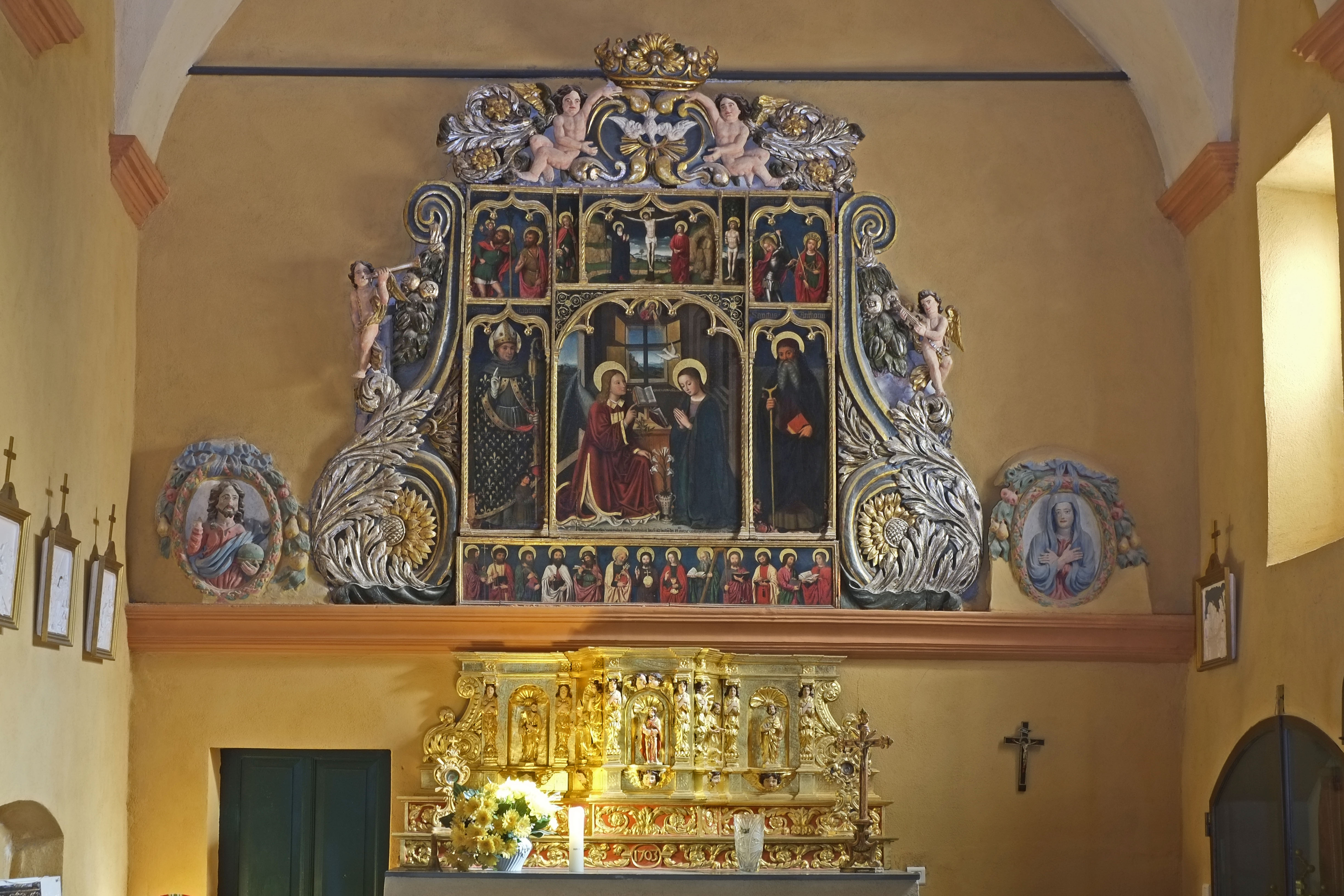
Retable de Louis Bréa dans l'église.
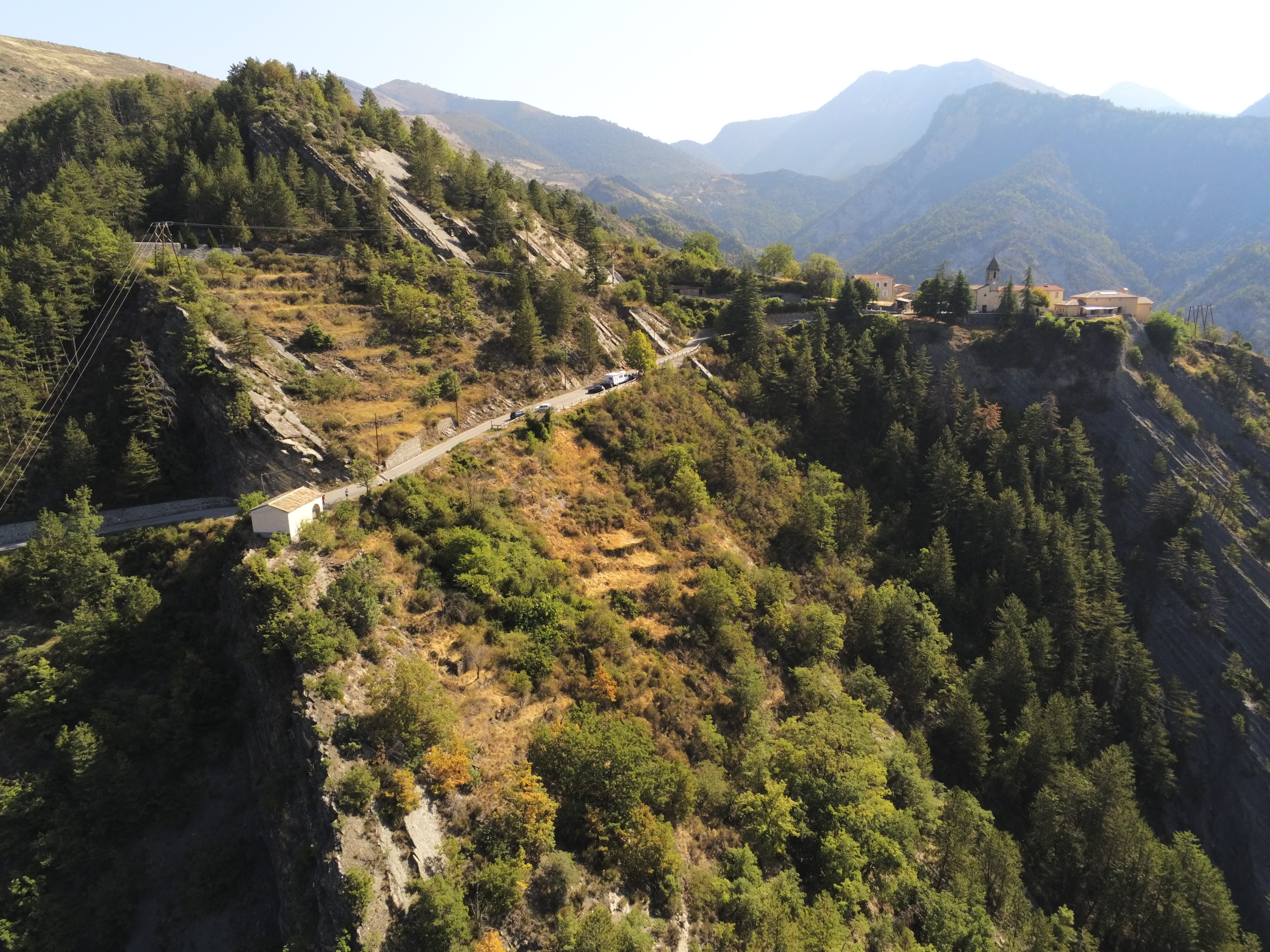
Vue aérienne du village de Lieuche (à droite) et chapelle Saint-Macaire (à gauche).

Patrimoine religieux :
- Église de la Nativité-de-Notre-Dame (XVIIe siècle)[45],[46],[47]: abrite un retable de Louis Bréa, l'Annonciation[48] achevé le 15 janvier 1499, comme l'atteste la discrète inscription lisible au fond de l'élément central. C'est Louis Lausi, prieur du village de 1497 à 1510, puis prêtre de Nice à la chapelle Saint-Bartélémy, homme de qualité et de renom, qui commandita au plus grand peintre de son temps, pour le plus petit des villages, ce chef-d'œuvre. Le panneau central du retable[49] représente l'Annonciation, le message de l'archange Gabriel à la vierge Marie, pour lui annoncer le mystère de l'incarnation.
- Chapelle votive de Saint-Macaire et Saint-Antoine (début XVIe siècle)[50],[51].
- Chapelle Saint-Pons[52].
- Ruines de la chapelle Saint-Ferréol[53].
- Monument aux morts[54] : Conflits commémorés : 1914-1918[55].

Patrimoine rural :
- Le lavoir (1911)[56]

Connaissez-vous l'histoire de la construction du lavoir du petit village de Lieuche ? En été l'eau est rare et pour économiser cette eau si précieuse un des anciens maires eut l'idée de construire un lavoir pour que toutes les femmes du village puissent venir y faire leur lessive.
Après des discussions qui ont duré des mois pour trouver l'endroit le plus propice pour tous et aussi pour la construction, deux endroits ont été choisis : sur la placette près de l'église ou à côté de l'école…. Finalement le conseil municipal décida de le mettre à côté de l'église. Puis, il y eut encore des discussions sans fin pour savoir la hauteur du lavoir : 0,80 ou 1,20 mètre ?
Le maire ne voulait pas que son village se divise à cause de 40 centimètres…
Le dimanche de Pâques, à la sortie de la grand'messe, le maire rassembla toutes les femmes en âge de faire la lessive. Il les fit s'aligner, de la plus grande à la plus petite. Il les compta et choisit celle du milieu. Il fit mesurer la hauteur de son nombril : on décida que ce serait la hauteur du lavoir !
 Ainsi tout le monde fut content !

### Héraldique
| Blason de Lieuche | Blason  | D’or au chevron de gueules accompagné de trois étoiles du même,. |
| Blason de Lieuche | Détails | Le statut officiel du blason reste à déterminer.                 |

## Personnalités liées à la commune
- Louis Lausi[59], prieur de Lieurche de 1497 à 1507. Il a été ensuite prêtre à Nice[60]. Commanditaire de la Nativité de Bréa, son nom figure à l’arrière du polyptyque, au bas du panneau central du retable, achevé le 15 janvier 1499[61],[62].
- Willdric Lievin, musicien, compositeur, ingénieur du son et producteur de musique. Membre des groupes Hamka, Fairyland, et Antiks[63].